# 蒙加拉 (南蘇丹)
蒙加拉是南蘇丹東南部的小鎮，由中赤道省負責管轄，處於白尼羅河東岸，位於首都朱巴東北約121公里，海拔高度443米，年均降雨量約1,000毫米。